# Erketü Qatun
Erketü Qatun (ᠡᠷᠬᠡᠲᠦ
ᠬᠠᠳᠤᠨ; dt.: Machtvolle Königin; auch: Sanniangzi – Third Lady/Dritte Dame chinesisch 三娘子, Zhongshunfuren, mongolisch Юнгэн хатан Jungen chatan; c. 1551; gest. 24. Juli 1612) war eine einflussreiche Frau des Clans der Borjigin im späten 16. Jahrhundert und frühen 17. Jahrhundert. Ihr Rufname ist unbekannt, nur die Titel, mit denen sie bezeichnet wurde, sind überliefert. Sie war die Frau von vier aufeinanderfolgenden Anführern der Tümed und ihre positive Haltung gegenüber der Ming-Dynastie führten zur längsten Friedenszeit zwischen den konkurrierenden Mächten.

## Leben
Der Rufname von Erketü Qatun ist unbekannt; unter ihrem Titel wurde sie während einer Zeit der Regentschaft an der Spitze der Tümed bekannt. Sie war die Enkelin von Altan Khan durch dessen Tochter. Qatun sollte mit einem Ordos-Mongolenprinzen verheiratet werden, doch stattdessen beschloss Altan, sie selbst zu heiraten. Dafür bot der Khan die vorgesehene zweite Frau seines Enkels Baya-aci an. Aufgebracht lief Baya-aci zur Ming-Dynastie über, wurde aber zurückgebracht und als Reaktion darauf wurde dem Khan vom Longqing-Kaiser der Titel eines Prinzen der Loyalität und des Gehorsams verliehen.
Qatun hatte drei Kinder mit Altan Khan, darunter Budasiri. Nach dem Tod des Khans im Jahr 1582 erbte Qatun das Siegel des Fürsten der Loyalität und des Gehorsams. Dies machte sie zur Vermittlerin des Tümed- und des Ming-Reiches und verschaffte ihr Ansehen an beiden Höfen. Das Ming-Reich bezeichnete sie als „Dritte Dame“ in Anspielung auf ihre Position als dritte Frau von Altan Khan. Sie heiratete 1582 zum zweiten Mal Altan Khans ältesten Sohn Sengge, wodurch er den Titel erben konnte. Als Teil der Ehe forderte Qatun von Sengge, auf alle seine früheren Frauen zu verzichten, und dass sie das Kommando über die Truppen übernehmen und in der Westpatrouille stationiert werden würde, weit entfernt von dem Standort, an dem ihr neuer Ehemann stationiert war.
Nach dem Tod von Baya-aci einige Monate später kam es zu einer Rivalität. Seine Witwe Baya-beyiji heiratete Sengges Sohn Curüke (Namudai Sechen Khan). Dies führte zu Spannungen in der Herrscherfamilie, da Qatun einen bevorstehenden Angriff erwartete. Um 1586 starb Sengge und Qatun versteckte das Siegel des Fürsten der Treue und des Gehorsams in der Hoffnung, es an ihren Sohn weitergeben zu können. Da Qatun das Siegel innehatte, war Curüke gezwungen, ihre Zustimmung einzuholen, wenn er die Beziehungen zur Ming-Dynastie verbessern wollte. Vom Chinesischen Imperium wurde er unter Druck gesetzt, ein eheliches Bündnis mit Qatun anzustreben, die zu diesem Zeitpunkt bereits 10.000 Krieger unter ihrem Kommando hatte.
Curüke und Qatun heirateten 1586 und erneut zwang sie den neuen Ehemann, auf seine früheren Frauen, einschließlich Baya-beyiji, zu verzichten. Während er das Siegel und den Titel des Prinzen der Loyalität und des Gehorsams erbte, verlieh das Ming-Reich ihr unabhängig den Titel der Herrin der Loyalität und des Gehorsams (Zhongshunfuren). Curüke erkrankte 1606 und starb ein Jahr später, so dass beide Titel erneut in den Händen von Qatun lagen. Sie weigerte sich eine Zeit lang, erneut zu heiraten, ging aber schließlich eine Ehe mit Busuytu (Boschigt Dschonon), Curükes Enkel, ein.
Sie gab das Siegel wieder nicht an den neuen Ehemann weiter, zeigte ihm jedoch die verschiedenen Geschenke, die sie im Laufe der Jahre von den Chinesen gesammelt und in einem buddhistischen Tempel aufbewahrt hatte. Busuytu bat das Ming-Reich um einen eigenen Titel, doch bevor er ihn erhielt, starb Qatun am 24. Juli 1612. Der Ming-Kaiser sandte nach ihrem Tod sieben Altäre mit Opfergaben für Qatun. Sie war ihr ganzes Leben lang treu für die Ming-Dynastie geblieben, was zur längsten Friedensperiode zwischen dem Ming-Reich und den Tümed führte.